# Манерба дел Гарда
Манѐрба дел Га̀рда (на италиански: Manerba del Garda) е община в Северна Италия, провинция Бреша, регион Ломбардия. Общината е разположена е на 162 m надморска височина, на западния бряг на езеро Гарда. Населението на общината е 15 777 души (към 2013 г.).
Административен център на общината е градче Солароло (Solarolo).